# Nagycigánd
Nagycigánd egykori kisközség volt Zemplén vármegyében a Tisza mellett, a Bodrogközben. 1923-ban egyesült Kiscigánddal Cigánd néven.

## Történet

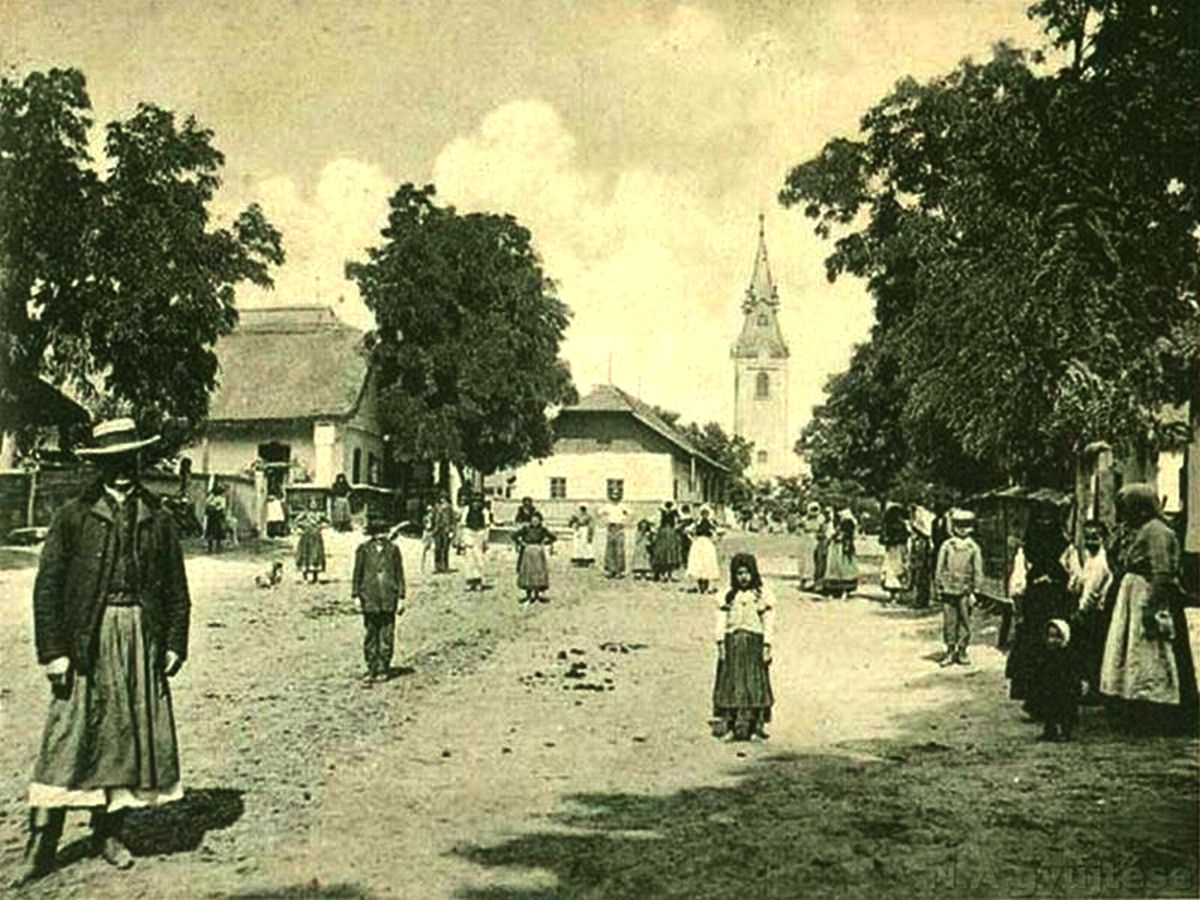
Nagycigándi utcakép (régi képeslap – 1910 körül)

A hajdanán egységes Zygand, egy hosszú ideig elhúzódó birtokviszályos per folytán, 1347-ben kettészakadt. A per egyik résztvevője Losonczy Dénes szörényi bán, a másik pedig Berencsi István fiai: László és Domokos voltak. A Berencsiek Cigándját: „quondam possessionem ipsorum Zygan vocatam, in Zemplenyesi iuxta fluvium Thyciae” – azaz: a korábban Zygannnak nevezett birtokot, a település Tiszához közelebb eső részét nevezték később Nagycigándnak.
. 

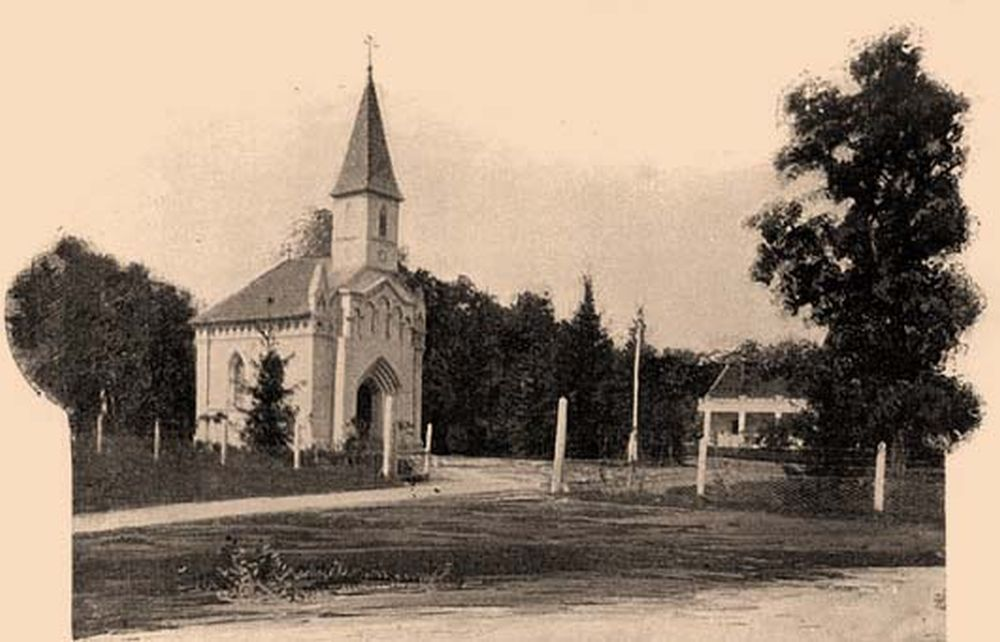
Báró Sennyei Miklós kápolnája Nagycigándon (Erzsébet-tanya)

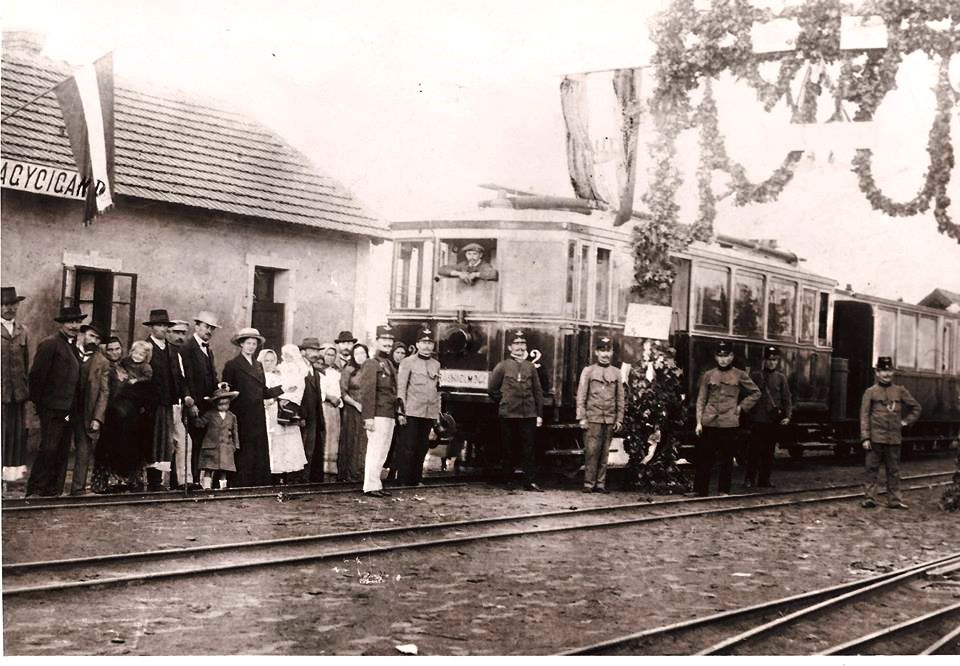
A BK.G.V nagycigándi állomása (1920 körül)

Sorsa a 16. század második feléig összefüggött Kiscigándéval. Az 1598. évi összeírás Melith Pált, Rákóczi Zsigmondot, Bakos Jánost, Vécsey Sándort említi birtokosainak. Az 1620-as években lépett be a község történelmébe a Sennyey nemzetség, amely csaknem a 20. század közepéig meghatározója volt a falu életének. Először Sennyey Istvánt  és Sennyey Sándort említi birtokosaiként, majd 1684-ben Sennyeiné Széchy Máriát. 1774-ben gróf Sennyey Imre, báró Sennyey László, báró Bánffy Mihály, báró Vay László, Vay Miklós, Ibrányi Miklós és Ibrányi Károly voltak földesurai a nagycigándi határnak. A 19. század  elején gróf Mailáth József és gróf Mailáth Antal, báró Sennyey Istvánné, báró Bánffy Pál, gróf Vay Ábrahám, Kálnay Kristóf, Szerencsy István, Ibrányi Antal és az Olchváriak birtokolták.
A község lakosai gyékényszövésből éltek, amit piaci eladásra is készítettek . 1831-ben, 1855-ben és 1893-ban kolera pusztította lakosait, 1865-ben pedig az árvíz okozott nagy károkat.
Közigazgatásilag Nagycigándhoz tartozott Gorsó-tanya és Erzsébet-tanya. Ez utóbbi tanya báró Sennyei Miklós birtoka volt, aki kápolnát is építtetett ezen a helyen, melynek Árpád-házi Szent Erzsébet volt a védőszentje.
A Bodrogközi Gazdasági Vasút (BK.G.V) építése Nagycigándról indult két irányban 1912-ben. Királyhelmecre  illetve Sárospatak irányába. A vasútvonalat 1913. augusztus 13-án adták át.
Közigazgatását 1923-ig a Kiscigándi körjegyzőségen intézték.
1922-ben Kis- és Nagyczigánd vezetése a lakosság jóváhagyásával az egyesülés mellett döntött. A magyar királyi belügyminiszter jóváhagyása után a két kisközség 1923-ban hivatalosan is egyesült és nagyközséggé alakult.

## Nagycigánd az irodalomban
Kántor Mihály, Az ezeréves cigándi malom című írásában megemlíti, hogy Az Osztrák-Magyar Monarchia írásban és képben című 1884 és 1901 között készült nagyszabású 21 kötetből álló könyvsorozat egyik kötetében Jókai Mór a következőket írta a községről:

„Czigánd: hírhedett nagy falu, nem is egy, de kettő. Templomát azért építette kimagasló helyre, hogy legalább a tornyát Kis-Czigánd is láthassa.”

– Jókai Mór (1891)